# Saumarez (cheval)
Pour les articles homonymes, voir Saumarez (homonymie).
Saumarez (1987-2012) est un cheval de course pur-sang anglais. Il remporte le Prix de l'Arc de Triomphe en 1990.

## Carrière
Saumarez effectue des débuts plus que discrets à l'automne de ses 2 ans, terminant quatrième d'un petit maiden à Leicester. Son avisé entraîneur Henry Cecil sait qu'il ne tient pas là un phénomène de précocité, et il prend son temps. Le poulain réapparaît en avril 1990, et là c'est une autre affaire. Il survole un autre petit maiden, disputé à Ribbon, puis laisse ses poursuivants à dix longueurs dans une course plus relevée à Sandown. Le voilà prêt à toquer à l'étage supérieur, mais cette fois c'est moins éblouissant, avec une deuxième place dans les Dee Stakes, une Listed. Mais il a tapé dans l’œil d'un courtier qui convainc l'Américain Bruce McNall, numismate fortuné et propriétaire de l'équipe de hockey des Los Angeles Kings, de débourser 4000000 dollars (la superstar du hockey Wayne Gretzky fournira un quart de la somme) pour s'offrir le poulain. 
Quelques jours après les Dee Stakes, il quitte les boxes de Henry Cecil pour rejoindre ceux d'un tout jeune entraîneur cantilien, Nicolas Clément, 26 ans, titulaire d'une licence d'entraîneur depuis un an, où il doit transiter avant de rejoindre l'écurie du grand Charlie Wittingham en Californie. Mais Saumarez fait une telle impression à Nicolas Clément qu'il supplie ses propriétaires de le laisser courir en France. Le poulain va très vite lui donner raison : aligné en juin dans le Grand Prix de Paris, lui qui n'avait jamais encore affronté l'élite de ses contemporains en écrase un échantillon par six longueurs.
Saumarez a changé de statut, et il n'est plus question de l'envoyer au soleil californien. Mis au repos durant l'été, il réapparait en septembre à Phoenix, en Irlande, au départ des Irish Champion Stakes dont il est le grand favori. Mais cette fois, tout va de travers, le poulain s'asphyxie, avale sa langue et termine au ralenti à 30 longueurs du premier. La course est trop mauvaise pour être exacte et trois semaines plus tard il en appelle en gagnant le Prix du Prince d'Orange, cette fois avec la langue attachée et un nouveau jockey, Gérald Mossé remplaçant Steve Cauthen. La confiance étant rétablie, l'entourage de Saumarez décide de le supplémenter, au prix d'une forte somme, dans le Prix de l'Arc de Triomphe, où il n'est qu'un outsider puisqu'il n'a pas fait ses preuves sur 2 400 mètres. Si sa candidature fait peu de bruit, c'est que tous les regards sont tournés vers une fantastique pouliche anglaises, Salsabil. Mais pour la première et dernière fois de sa carrière, celle-ci manque complètement sa course, terminant loin derrière un Saumarez qui, prouvant sa tenue le jour J, s'impose quasiment de bout en bout, démarrant très tôt et résistant jusqu'au bout aux attaques d'Épervier Bleu et Snurge. 
Saumarez finira par courir aux États-Unis, puisqu'on l'envoie disputer la Breeders' Cup Turf à New York. C'est un échec. Il termine cinquième d'une course remportée par le Français In The Wings, lequel avait terminé quatrième dans l'Arc... Mais le palmarès des deux épreuves montre combien il est difficile d'enchaîner un sacre à Longchamp et un triomphe américain : un seul cheval y est parvenu depuis la création de la Breeders' Cup en 1984, et il s'agit de la légende Enable, en 2018. On ne reverra plus Saumarez en piste, qui reçoit un rating de 132 de la part de Timeform. 

### Résumé de carrière
| Date         | Hippodrome   | Pays        | Course                    | Statut      | Distance    | jockey        | Place       | Écart       | Vainqueur ou deuxième |
| 1989, 2 ans  | 1989, 2 ans  | 1989, 2 ans | 1989, 2 ans               | 1989, 2 ans | 1989, 2 ans | 1989, 2 ans   | 1989, 2 ans | 1989, 2 ans | 1989, 2 ans           |
| ------------ | ------------ | ----------- | ------------------------- | ----------- | ----------- | ------------- | ----------- | ----------- | --------------------- |
| 19 septembre | Leicester    | Royaume-Uni | Maiden                    |             | 1 400 m     | Steve Cauthen | 4e / 10     | 6           | Abs                   |
| 1990, 3 ans  |              |             |                           |             |             |               |             |             |                       |
| 12 avril     | Ribbon       | Royaume-Uni | Maiden                    |             | 1 600 m     | Steve Cauthen | 1er / 18    | 7           | Shannon Flood         |
| 27 avril     | Sandown      | Royaume-Uni | Graduation Stakes         |             | 1 600 m     | Steve Cauthen | 1er / 11    | 10          | Tamono Dancer         |
| 10 mai       | Chester      | Royaume-Uni | Dee Stakes                | Listed      | 2 100 m     | Steve Cauthen | 2e / 5      | 3/4         | Blue Stag             |
| 24 juin      | Longchamp    | France      | Grand Prix de Paris       | Gr. 1       | 2 000 m     | Steve Cauthen | 1er / 8     | 6           | Priolo                |
| 2 septembre  | Phoenix      | Irlande     | Irish Champion Stakes     | Gr. 1       | 2 000 m     | Steve Cauthen | 7e / 8      | 30          | Elmaamul              |
| 23 septembre | Longchamp    | France      | Prix du Prince d'Orange   | Gr. 3       | 2 000 m     | Gérald Mossé  | 1er / 6     | 2           | Mister Riv            |
| 7 octobre    | Longchamp    | France      | Prix de l'Arc de Triomphe | Gr. 1       | 2 400 m     | Gérald Mossé  | 1er / 21    | 3/4         | Epervier Bleu         |
| 27 octobre   | Belmont Park | États-Unis  | Breeders' Cup Turf        | Gr. 1       | 2 400 m     | Gérald Mossé  | 5e / 11     | 11          | In The Wings          |

## Au haras
À l'issue de sa carrière de course, Saumarez est acquis pour 8 millions de dollars par un syndicat d'éleveurs américains, qui décide de ramener le cheval en France. Mais sa carrière d'étalon s'avère décevante, et en 2001 il est exporté en Afrique du Sud, où il meurt en 2012.

## Origines
Saumarez est issu de la première génération de produits de Rainbow Quest, lui-même vainqueur controversé d'un Prix de l'Arc de Triomphe 1985 marqué par la rétrogradation après enquête de Sagace, qui visait le doublé. Rainbow Quest fut l'un des meilleurs étalons européens des années 90-2000, donnant 18 vainqueurs de groupe 1.
Fiesta Fun, la mère de Saumarez, comptait parmi les meilleurs éléments de sa génération, aussi bien à 2 ans quand elle termina troisième du Fillies' Mile, qu'à 3 ans où elle obtint le même classement dans les Yorkshire Oaks. Ses autres produits furent quelconques, à l'exception de Balliol Boy (par Nashwan), qui se plaça dans une préparatoire au Derby, pris la quatrième place du Derby italien et devint le meilleur étalon de Russie au début des années 2000. 

### Pedigree
| Origines de Saumarez (GB), mâle bai né en 1987 | Origines de Saumarez (GB), mâle bai né en 1987 | Origines de Saumarez (GB), mâle bai né en 1987 | Origines de Saumarez (GB), mâle bai né en 1987 |
| ---------------------------------------------- | ---------------------------------------------- | ---------------------------------------------- | ---------------------------------------------- |
| Père Rainbow Quest 1981                        | Blushing Groom 1974                            | Red God                                        | Nasrullah                                      |
| Père Rainbow Quest 1981                        | Blushing Groom 1974                            | Red God                                        | Spring Run                                     |
| Père Rainbow Quest 1981                        | Blushing Groom 1974                            | Runaway Bride                                  | Wild Risk                                      |
| Père Rainbow Quest 1981                        | Blushing Groom 1974                            | Runaway Bride                                  | Aimee                                          |
| Père Rainbow Quest 1981                        | I Will Follow 1975                             | Herbager                                       | Vandale                                        |
| Père Rainbow Quest 1981                        | I Will Follow 1975                             | Herbager                                       | Flagette                                       |
| Père Rainbow Quest 1981                        | I Will Follow 1975                             | Where You Lead                                 | Raise A Native                                 |
| Père Rainbow Quest 1981                        | I Will Follow 1975                             | Where You Lead                                 | Noblesse                                       |
| Mère Fiesta Fun 1978                           | Welsh Pageant 1966                             | Tudor Melody                                   | Tudor Minstrel                                 |
| Mère Fiesta Fun 1978                           | Welsh Pageant 1966                             | Tudor Melody                                   | Matelda                                        |
| Mère Fiesta Fun 1978                           | Welsh Pageant 1966                             | Picture Light                                  | Court Martial                                  |
| Mère Fiesta Fun 1978                           | Welsh Pageant 1966                             | Picture Light                                  | Queen of Light                                 |
| Mère Fiesta Fun 1978                           | Antigua (GB) 1958                              | Hyperion                                       | Gainsborough                                   |
| Mère Fiesta Fun 1978                           | Antigua (GB) 1958                              | Hyperion                                       | Selene                                         |
| Mère Fiesta Fun 1978                           | Antigua (GB) 1958                              | Nassau                                         | Nasrullah                                      |
| Mère Fiesta Fun 1978                           | Antigua (GB) 1958                              | Nassau                                         | Meraline (famille 16-a)                        |